# مشاع يك سليمان أباد شهرك بلوتش (علي أباد كرمان)
مشاع یك سليمان أباد شهرك بلوتش (بالإنجليزية: Masha-ye Yek Soleymanabad-e Shahrak Baluch)‏ هي منطقة سكنية تقع في إيران في Aliabad Rural District. يقدر عدد سكانها بـ 96 نسمة .